# Lago de Biel/Bienne
El lago de Biel/Bienne (en alemán: Bielersee; en francés: lac de Bienne) es uno de los tres lagos al pie de la cordillera del Jura, en Suiza.
Tiene 15 km de longitud y una anchura máxima de 4,1 km. Su superficie es de 39,3 km², con una profundidad máxima de 74 m. El volumen es de 1,12 km³ aproximadamente. Se halla a una altitud de 429 m.
El lago de Biel/Bienne es una cuenca versante de 8 305 km². El aporte medio en agua es de 244 m³/s. El tiempo teórico de estancamiento del agua es de 58 días. Desde 1878 luego de la primera corrección de las aguas del Jura, el Aar desemboca en el lago y es su principal afluente; los otros son el Thielle, las quebradas del Douanne y el Suze.
El lago debe su nombre a la ciudad de Biel/Bienne que se encuentra en la punta nordeste. 
Al suroeste del lago cerca de Erlach está la Isla de San Pedro (île de Saint Pierre), conocida por haber sido el refugio de Jean Jacques Rousseau mientras trabajaba en su libro Rêveries d'un promeneur solitaire (Sueños de un caminante solitario).
Asimismo, el lago se encuentra en la frontera lingüística entre la Romandía (Suiza francófona), y la Suiza alemana.

## Enlaces externos

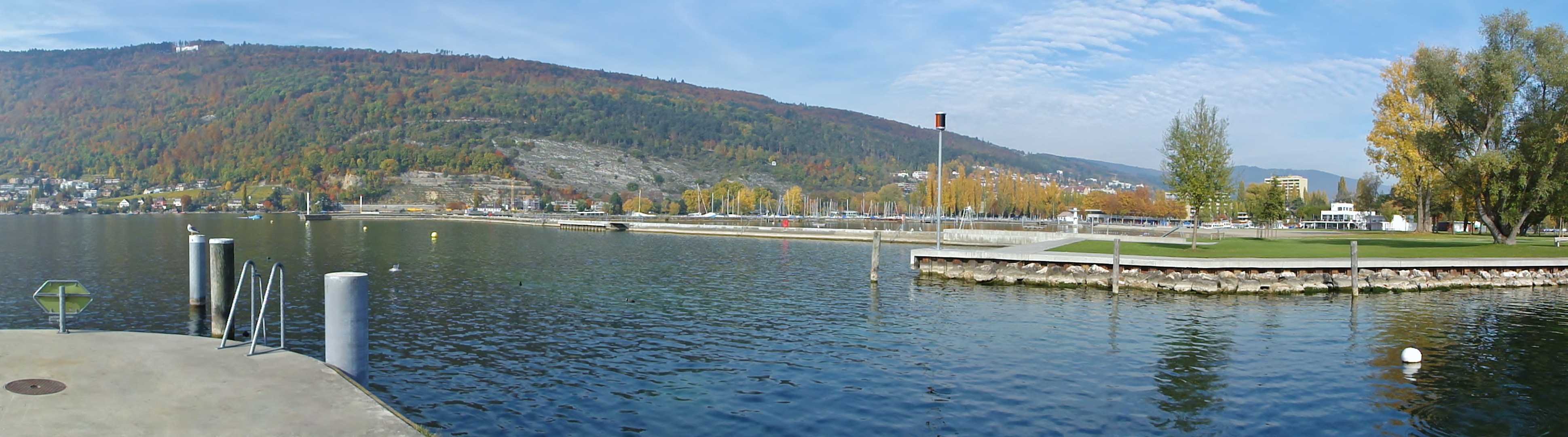
Lago de Biel/Bienne- Nidau